# Sirachat Preedaboon
Sirachat Preedaboon (tiếng Thái: ศิรชัช ปรีดาบุญ; sinh ngày 1 tháng 9 năm 1983) là một cầu thủ bóng đá từ Thái Lan. Hiện tại anh thi đấu cho Angthong ở Thai League 2.
Biệt danh của anh là "Chan."